# Włosojęzyk krótkozarodnikowy

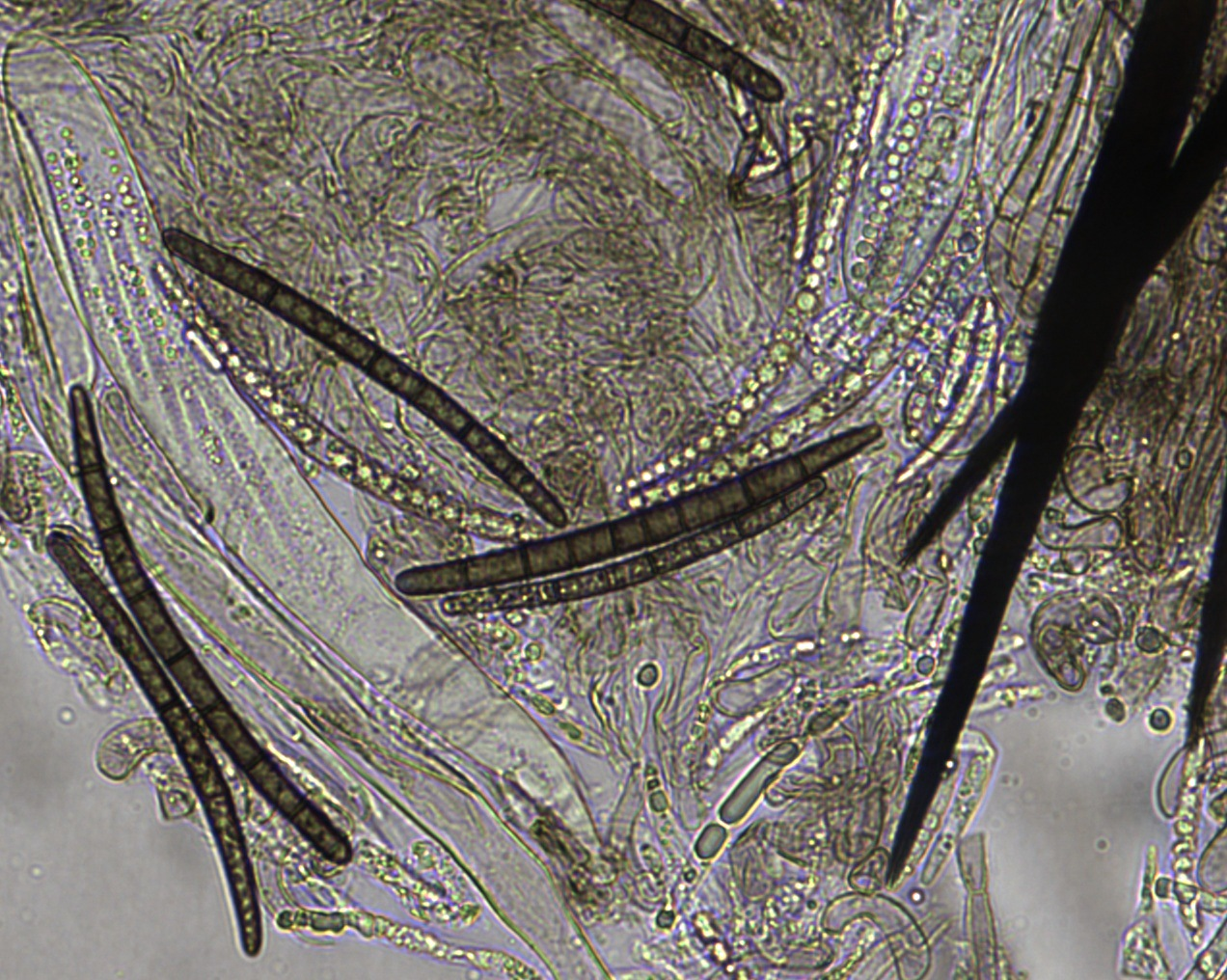
Obraz mikroskopowy

Włosojęzyk krótkozarodnikowy (Trichoglossum walteri (Berk.) E.J. Durand) – gatunek grzybów z monotypowej klasy Geoglossomycetes.

## Systematyka i nazewnictwo
Pozycja w klasyfikacji według Index Fungorum: Glutinoglossum, Geoglossaceae, Geoglossales, Incertae sedis, Geoglossomycetes, Pezizomycotina, Ascomycota, Fungi.
Po raz pierwszy opisał go w 1875 r. Miles Joseph Berkeley, nadając mu nazwę Geoglossum walteri. Obecną nazwę nadał mu Elias Judah Durand w 1908 r.
Synonimy:
- Geoglossum hirsutum f. walteri (Berk.) Massee 1897
- Geoglossum walteri Berk. 1875
- Trichoglossum walteri var. helveticum Imbach 1949[2].

Polska nazwa według rekomendacji Komisji ds. Polskiego Nazewnictwa Grzybów

## Morfologia
Owocniki
Całkowicie czarne o wysokości do 5 cm, składające się z części płodnej i sterylnego trzonu. Część płodna kulista lub piramidalna z dużymi pionowymi rowkami, trzon cylindryczny o średnicy do 6 mm, pokryty włoskami.
Cechy mikroskopowe
Worki cylindryczne, nieco węższe na wierzchołku, 8-zarodnikowe, amyloidalne, 176–228 × 13,4–16,5 µm. Askospory wrzecionowate, cylindryczne, głównie z 7 septami (u nielicznych występuje 8–9 sept), 106–144,2 × 4,8–6,2 µm; Q = 18,4, Qe = 22,9. Parafizy septowane, niektóre bardzo zakrzywione i zwykle nieco pogrubione na wierzchołku o średnicy 4,3–9,3 µm. Włoski na trzonku czarne, ze spiczastymi wierzchołkami i częściowo zakrzywione u nasady, 91,5–126,4 × 6,4–8,6 μm. Ekscypulum o teksturze intricata.
Gatunki podobne
Włosojęzyk szorstki (Trichoglossum hirsutum) ma nieco szersze zarodniki, z dwukrotnie większą liczbą przegród, a wierzchołek jest mniej poszerzony.

## Występowanie i siedlisko
Występuje na niektórych wyspach i na wszystkich kontynentach poza Antarktydą i Afryką. Najwięcej stanowisk podano w Europie. W Polsce M.A. Chmiel w 2006 r. przytoczyła 2 stanowiska, w późniejszych latach znaleziono jeszcze inne stanowiska tego gatunku. Aktualne stanowiska podaje także internetowy atlas grzybów. Znajduje się w nim na liście gatunków zagrożonych i wartych objęcia ochroną.
Grzyb naziemny, saprotrof.